# I wojna brytyjsko-birmańska
I wojna brytyjsko-birmańska (birm. ပထမ အင်္ဂလိပ် မြန်မာ စစ် /pətʰəma̰ ɪ́ɴɡəleiʔ mjəmà sɪʔ/; ang. First Anglo-Burmese War; 5 marca 1824 – 24 lutego 1826) – pierwsza spośród trzech wojen brytyjsko-birmańskich stoczonych w XIX wieku pomiędzy Imperium Brytyjskim a Królestwem Birmańskim. Natomiast  II wojna brytyjsko-birmańska to okres kwiecień–grudzień 1852, a III wojna brytyjsko-birmańska to okres 14–28 listopada 1885 roku.

## Tło konfliktu
Po pokonaniu i aneksji przez Birmę arakańskiego królestwa Mrauk U w 1785 roku, uciekinierzy z Arakanu organizowali na terenie Wschodniego Bengalu oddziały zbrojne, które ponownie przekraczały granicę i atakowały birmańskie garnizony (w 1811 roku udało im się nawet zająć na krótko Myauk U). Powodowało to odwetowe ataki Birmańczyków, którzy wkraczali na bengalskie terytorium i wycofywali się szybko pod wpływem żądań władz prowincji. Jednocześnie Brytyjczycy konsekwentnie odmawiali wydalenia arakańskich uchodźców z kontrolowanego przez siebie terytorium motywując to względami humanitarnymi. Choć nie stali oni za najazdami, na birmańskim dworze w Ava utrwalało się przekonanie, że są ich inspiratorami. Jednocześnie, niewielki opór, jaki napotykały siły birmańskie w Bengalu wywoływał w Birmańczykach mylne przekonanie o słabości Brytyjczyków – w tym czasie byli oni zaangażowani w wojny z imperium Marathów, co odsuwało kwestię zabezpieczenia granicy bengalsko-arakańskiej i samego Bengalu na dalszy plan. W roku 1819 po zajęciu przez Birmańczyków Asamu, powstało nowe, podobne do arakańskiego ognisko zapalne – asamscy uchodźcy zaczęli najeżdżać swoje utracone ziemie z terytorium sąsiadujących królestw Cachar i Jaintia, które Brytyjczycy objęli swym protektoratem. W 1819 gubernatorem Asamu został birmański generał Maha Bandula, będący zwolennikiem siłowego rozwiązania problemu najazdów. Zaplanował kampanię, w trakcie której miano zaatakować Bengal z dwóch kierunków: od strony Asamu i z terytorium Arakanu. Następnym celem po zdobyciu Bengalu miała być Kalkuta – siedziba gubernatora generalnego Indii. W styczniu 1824 roku Maha Bandula objął dowództwo w Arakanie i rozpoczął gromadzenie sił do ataku. Jego rozpoczęcie spowodowało zbrojną odpowiedź Brytyjczyków, którzy 5 marca 1824 roku zadeklarowali wojnę.

## Wojna
Moment wybrany do ataku przez Birmańczyków nie był dobry: po uporaniu się z Imperium Marathów Brytyjska Kompania Wschodnioindyjska miała uwolnione ręce. Jednocześnie ani birmański król Bagyidaw, ani wódz birmańskiej armii Maha Bandula, nie zdawali sobie zupełnie sprawy z siły Brytyjczyków. Byli też całkowicie zaskoczeni głównym, południowym kierunkiem brytyjskiego uderzenia.
Brytyjski plan działań przewidywał opanowanie Rangunu, a następnie marsz w górę rzeki Irawadi w kierunku birmańskiej stolicy, z jednoczesnym prowadzeniem uzupełniających działań mających na celu przejęcie kontroli nad Asamem, Arakanem i wybrzeżem Taninthayi.
Działania wojenne toczyły się na dwóch frontach: zachodnim obejmującym Bengal Wschodni, Arakan i Asam oraz wschodnim, obejmującym głównie deltę Irawadi.

### Front zachodni
Postępy birmańskich wojsk pod wodzą Maha Banduli stworzyły szybko zagrożenie dla bengalskiej stolicy – Ćottogramu. Był on, o czym Maha Bandula nie wiedział, bardzo słabo broniony, a ponadto wśród jego mieszkańców wybuchła panika. Zdobycie Ćottogramu otworzyłoby Birmańczykom drogę na Kalkutę. Zamiast jednak zaatakować i zdobyć Ćottogram Maha Bandula zatrzymał ofensywę, by zaczekać na posuwającą się wolniej część swych wojsk idącą z Asamu przez Cachar. Choć z uwagi na dużo słabsze uzbrojenie armia birmańska nie miała szans na zdobycie Kalkuty, samo jej zaatakowanie powstrzymałoby brytyjską wyprawę na Rangun i dało Birmańczykom lepsze pozycje wyjściowe w przyszłych negocjacjach. Brytyjczycy wykorzystali okazję i posłali okręty z wojskiem do Rangunu. Gdy informacje o ataku Brytyjczyków na południu dotarły do Maha Banduli, zarządził on odwrót i skierował swą armię w stronę Rangunu.
Do wznowienia działań na froncie zachodnim doszło dopiero na początku 1825 roku. Dowodzona przez generała Morrisona brytyjska armia w sile 11 000 ludzi, wspomagana przez flotę, zaatakowała Arakan od strony Bengalu. Po dwóch miesiącach walk Brytyjczycy zajęli Myauk U, a następnie Thandwè i wyspę Cheduba. W tym samym czasie inne brytyjskie jednostki wyparły Birmańczyków z zajmowanego przez nich Cacharu. Na mniejszą skalę prowadzone były także operacje brytyjskie w Asamie i Manipurze. Po zdobyciu Arakanu Brytyjczycy porzucili początkowy plan ataku na birmańską stolicę z terytorium tej prowincji uznając marsz przez Góry Arakańskie za zbyt wyczerpujący, a trasę zbyt trudną do przeprowadzenia artylerii.

### Front wschodni
W kwietniu 1824 roku Brytyjczycy wysłali drogą morską ekspedycję liczącą 5000 hinduskich i brytyjskich żołnierzy pod dowództwem generała Archibalda Campbella. Siły te 10 maja 1824 roku zajęły bez walki opuszczony przez całkowicie zaskoczone siły birmańskie i mieszkańców Rangun. Ujawniły się wówczas błędy w planowaniu kampanii: Brytyjczycy założyli błędnie, że środków transportu do poruszania się w górę rzeki oraz świeżej żywności dostarczą im w wystarczającej ilości Monowie zamieszkujący deltę Irawadi i skonfliktowani z Birmańczykami; brano też pod uwagę możliwość, że już samo zajęcie Rangunu spowoduje kapitulację birmańskiego króla. Nadzieje te jednak nie spełniły się i siły brytyjskie utknęły w wyludnionym całkowicie Rangunie na czas pory deszczowej. W krótkim czasie wśród żołnierzy zaczęły się szerzyć choroby. Ocenia się, że w ciągu pierwszego roku wojny tylko 3,5% sił utracono na polu bitwy, podczas gdy 45% z powodu chorób, przy czym na biegunkę i choroby gorączkowe zapadali głównie Europejczycy. Brytyjczycy ufortyfikowali teren pagody Szwedagon i oczekiwali tam końca pory deszczowej by ruszyć dalej. Ich działania ograniczyły się do zajęcia słabo lub w ogóle nie bronionych miast portowych wybrzeża Taninthayi (Tawè, Myeik i Martabanu) oraz Pegu i Thanlyin. Przeprowadzali też wypady w celu niszczenia birmańskich umocnień wokół Rangunu.
Tymczasem król Bagyidaw sformował pospiesznie dwie armie i posłał je pod Rangun. Ich zadaniem nie było zdobywanie miasta, a jedynie powstrzymywanie Brytyjczyków w oczekiwaniu na przybycie wojsk Maha Banduli. W tym celu wybudowały one na terenach wokół Rangunu prowizoryczne umocnienia w postaci palisad i rowów.

#### Bitwa pod Rangunem

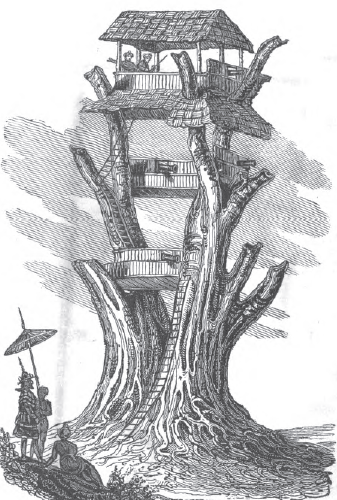
Umieszczone na drzewie stanowisko obserwacyjne Maha Banduli pod Danubyu

W sierpniu w pobliże Rangunu dotarły siły Maha Banduli wyczerpane forsownym marszem przez góry Arakanu i rozmiękczone monsunowym deszczem równiny delty Irawadi. Mimo niesprzyjających warunków terenowych i pogodowych Maha Banduli udało się doprowadzić swe wojska bez strat w ludziach i sprzęcie. Z kolei w październiku do Rangunu dopłynęły brytyjskie posiłki, a wśród nich bateria rac kongrewskich – broni nieznanej Birmańczykom. Siły birmańskie liczyły teraz około 30 000 ludzi, z czego tylko około 15 tysięcy uzbrojonych było w muszkiety. Brytyjczycy dysponowali 10 tysiącami ludzi, z czego połowę stanowili hinduscy sipajowie. Większość muszkietów, jakie posiadali Birmańczycy pochodziła jeszcze z XVIII wieku, a ich artyleria strzelała jedynie kulami, podczas gdy Brytyjczycy używali granatów artyleryjskich. Ufając w swą przewagę liczebną Maha Bandula popełnił swój drugi błąd: zamiast prowadzić wojnę partyzancką, 1 grudnia 1824 roku przypuścił frontalny atak na siły brytyjskie. Kolejne fale atakujących zostały odparte z olbrzymimi stratami po stronie birmańskiej – pod koniec dnia przy życiu pozostało jedynie 7000 birmańskich żołnierzy. Dwa tygodnie później zaatakowali Brytyjczycy zdobywając umocnienia oraz przerywając birmańskie linie i zmuszając wojska Maha Banduli do odwrotu. Wraz z 7000 ocalałych żołnierzy wycofał się on do Danubyu, ok. 97 km od Rangunu.

#### Bitwa pod Danubyu
W połowie lutego 1825 w górę Irawadi ruszyła kolumna 2500 żołnierzy brytyjskich wspieranych przez flotyllę 60 łodzi obsadzonych przez brytyjskich marynarzy i mających na pokładach kolejnych 1500 żołnierzy. Danubyu otoczone zostało silnymi umocnieniami, Brytyjczycy nie byli więc w stanie zaatakować miasta bez wcześniejszego oblężenia i użycia artylerii. 1 kwietnia Maha Bandula próbował powstrzymać marsz Brytyjczyków uderzając na ich wojska. Mimo iż zebrał armię liczącą 60 000 ludzi, w tym 35 tysięcy muszkieterów, jego atak został odparty – w dużym stopniu dzięki użyciu rakiet. Śmierć na skutek wybuchu granatu artyleryjskiego poniósł sam Maha Bandula – przechadzając się przed frontem wojska pod złotym parasolem stanowił łatwy cel dla brytyjskiego artylerzysty. Następnego dnia, po wielogodzinnym ostrzale artyleryjskim, Brytyjczycy zajęli Danubyu. Okazało się, że pod osłoną nocy obrońcy opuścili umocnienia – śmierć wodza spowodowała, że armia poszła w rozsypkę porzucając zapasy amunicji i żywności.
Pod koniec kwietnia siły brytyjskie zajęły kwatery w zdobytym zaraz po Danubyu Pyain by przeczekać porę deszczową. Próby odbicia miasta przez siły birmańskie nie powiodły się. W walkach tych męstwem wykazali się Szanowie, którzy jednak ulegli brytyjskim muszkietom. Dla zyskania czasu na zebranie nowej armii, w październiku 1825 roku Birmańczycy zaproponowali rozmowy pokojowe. Gen. Archibald Campbell odbył je z gen. Kyi Wungyi. Uzgodniono czterdziestodniowe zawieszenie broni. Jako warunki wycofania swych sił, Brytyjczycy zażądali przekazania w ich ręce Arakanu, Tawè i Myeik oraz zapłacenia dwóch milionów funtów szterlingów kontrybucji. Birmańczycy odrzucili te żądania, a rozmowy zostały ostatecznie przerwane, gdy Brytyjczycy odkryli, że birmańskie wojska przygotowują się do ataku na Pyain.

#### Bitwa pod Pyain

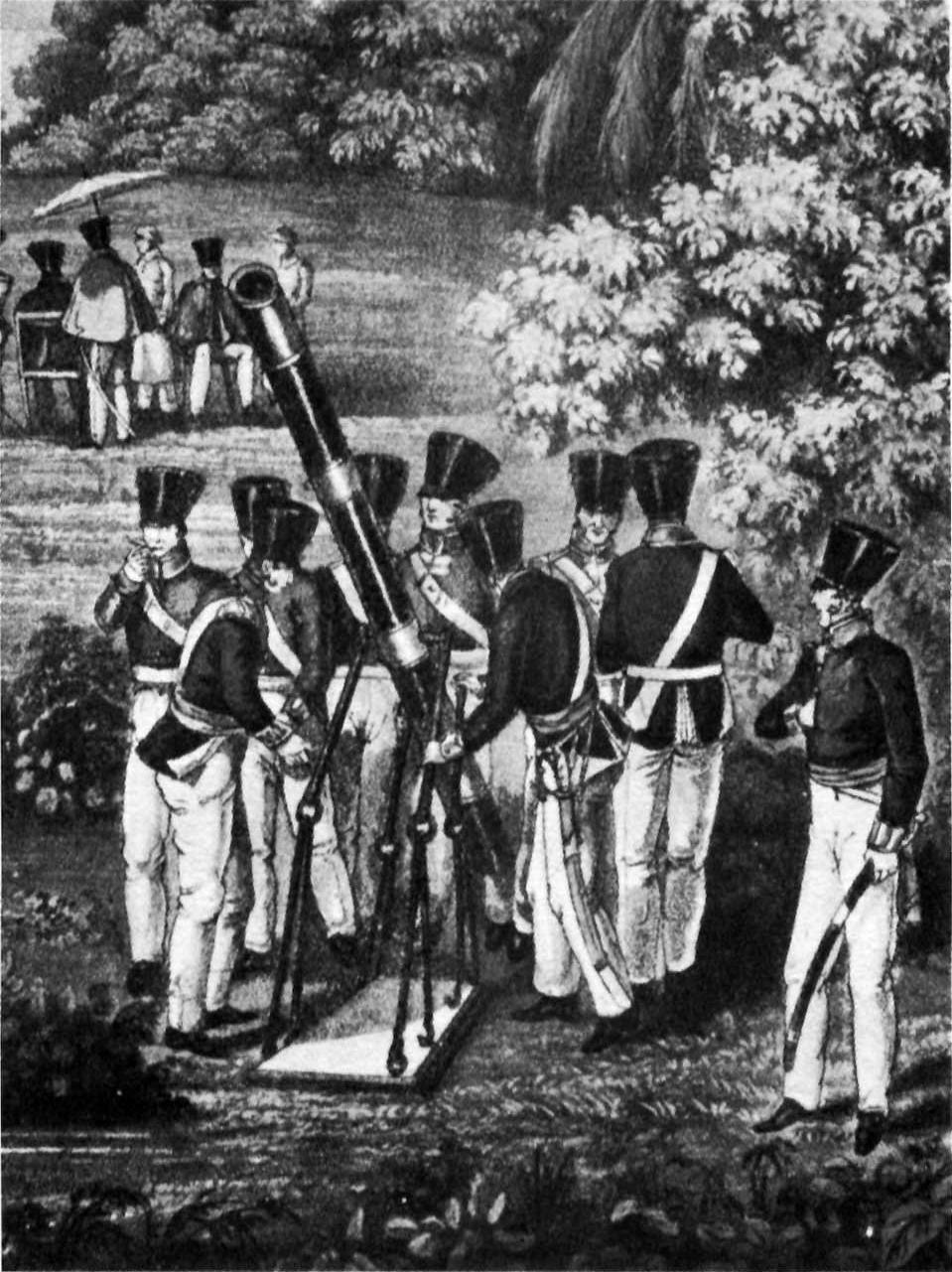
Wyrzutnia rac kongrewskich

Ponownie zebrana armia birmańska, teraz pod dowództwem Maha Ne Myo, otoczyła Pyain pierścieniem polowych fortyfikacji. 10 listopada wojska Campbella odparły atak Birmańczyków. Pomiędzy 30 listopada a 2 grudnia 1825 rozegrała się bitwa, w której atakujący Brytyjczycy, uformowani w dwie kolumny wspierane przez flotyllę, rozbili birmańską armię. Maha Ne Myo zginął, a droga na stolicę Birmy stanęła przed Campbellem otworem.
Campbell kontynuował marsz w górę Irawadi napotykając niewielki tylko opór. Jedna z ostatnich potyczek stoczona została wśród ruin Paganu. W Yandabo, ok. 115 km na południe od birmańskiej stolicy Ava, spotkał się z posłami króla Bagyidaw niosącymi propozycję zawarcia pokoju.

## Pokój
Formalnym zakończeniem wojny było podpisanie przez obydwie strony w lutym 1826 roku traktatu pokojowego w Yandabo. Jego warunki obejmowały:
- Przekazanie przez Birmę Brytyjczykom władzy nad Arakanem, Asamem i wybrzeżem Taninthayi
- Uznanie Manipuru, Cacharu i Jaintii za terytoria brytyjskie
- Zapłacenie w czterech ratach kontrybucji w wysokości 10 milionów (koti) rupii, czyli miliona funtów szterlingów; pierwsza rata miała zostać zapłacona niezwłocznie, druga w sto dni po podpisaniu traktatu, a kolejne dwie w odstępach rocznych
- Utworzenie rezydentury brytyjskiej w Ava i birmańskiej w Kalkucie
- Podpisanie oddzielnego traktatu handlowego w przyszłości

Armia brytyjska miała opuścić Rangun po zapłaceniu drugiej raty kontrybucji.

## Następstwa wojny
Była to pierwsza z trzech wojen, które doprowadziły stopniowo do utraty niepodległości przez Birmę i zamiany jej w brytyjską kolonię. Wymuszona traktatem z Yadanabo kontrybucja rujnowała gospodarkę kraju. Olbrzymie straty w ludziach pogłębiły wyludnienie kraju będące skutkiem nieudanych kampanii syjamskich prowadzonych wcześniej przez króla Bodawpayę. W końcu, wraz z Arakanem i Taninthayi Birmańczycy utracili dwie spośród trzech swoich prowincji mających dostęp do morza.
Także dla Brytyjczyków wojna ta okazała się niespodziewanie kosztowna. W wymiarze finansowym było to od 5 do nawet 13 milionów funtów szterlingów, co odpowiada 367 do 953 milionów funtów (ok. 1,833 do 4,765 mld złotych) według cen z roku 2013 . Była to najdłuższa i najbardziej kosztowna wojna w historii Indii Brytyjskich. Straty w ludziach wyniosły ponad 15 tysięcy osób.